# ISO 3166-2:KM
ISO 3166-2:KM國際標準化組織所訂定的一組行政區代碼，為ISO 3166-2中關於科摩罗岛行政區劃的子集，收錄包括科摩罗岛的3個島嶼。 

## 代码
科摩罗的ISO 3166-2代码如下：
- KM-A：昂儒昂岛
- KM-G：大科摩罗岛
- KM-M：莫埃利岛

## 外部鏈結
- ISO Online Browsing Platform: KM（页面存档备份，存于）
- Autonomous Islands of Comoros（页面存档备份，存于）, Statoids.com